# Związek Literatów i Dziennikarzy Żydowskich w Warszawie
Związek Literatów i Dziennikarzy Żydowskich w Warszawie, także Związek Literatów i Dziennikarzy Żydowskich, jidysz: Farajn fun Jidisze Literatn un Żurnalistn in Warsze – polskie stowarzyszenie zawodowe i społeczno-kulturalne zrzeszające pisarzy i dziennikarzy żydowskich, działające w latach 1916–1939.

## Historia
Stowarzyszenie zostało założone w marcu 1916 roku. Na wiecu założycielskim, w którym uczestniczyło sześćdziesięciu pisarzy i dziennikarzy, na pierwszego przewodniczącego wybrano Jakuba Dinezona. Za siedzibę związku obrano budynek przy ul. Tłomackie 13. Przez osoby związane z lokalem miejsce nazywane było „Budą”. Literat Zusman Segałowicz tak opisywał to miejsce:

„Tłomackie trzynaście” – to numer domu, który na przestrzeni dwudziestu lat cieszył się popularnością wśród żydowskiej inteligencji i młodzieży nie tylko z Polski. Sława „trzynastki” przekroczyła granice kraju. [...] Dla nas, żydowskich literatów i dziennikarzy, „Buda” była niezastąpiona. Lokal związku składał się z pięciu pokoi, kuchni i jednej dużej sali, w której odbywały się różnego rodzaju imprezy literackie, artystyczne i popularno-naukowe. Wygłaszano tu prelekcje, dyskutowano o książkach, a także o kwestiach społecznych.

Do celów Związku Literatów i Dziennikarzy Żydowskich należała ochrona warunków pracy, regulacja kwestii praw autorskich i licencyjnych oraz unormowanie stosunków pracy dziennikarzy. Wspierano także finansowo młodych twórców i bezrobotnych pisarzy. Stowarzyszenie spełniało jednak nie tylko rolę związku zawodowego, ale i miejsca spotkań pisarzy polsko-żydowskich, organizowało także wydarzenia kulturalne dla członków i szerszej publiczności. Lokal służył także jako miejsce spotkań żydowskich aktorów, artystów, czy nauczycieli. Bywała tu elita żydowskiej inteligencji, w tym: Majer Bałaban, Emanuel Ringelblum, Szymon An-Ski, Henryk Ehrlich, Samuel Jackan, bracia Icchak i Izrael Singer, Icyk Manger, czy polityk Joszua Gotlieb i historyk Mateusz Mieses.
Związek dbał o rozwój literatury jidysz i współpracował ze szkołami, w których jidysz był językiem nauczania. Gdy na początku lat 20. w Warszawie osiedli młodzi artyści nurtu modernizmu jidyszowego, tacy jak Melech Rawicz, Uri-Cewi Grinberg, Perec Markisz, czy Icchak Singer, przestrzeń związku stała się platformą dla popularyzacji ich wizji literatury. Przy Tłomackiem prowadzono burzliwe dyskusje nad stanem teraźniejszym i przyszłością literatury jidyszowej. Dzięki staraniom członków związku, na początku drugiej połowy lat 20. jidysz dołączył do języków międzynarodowego stowarzyszenia PEN Club. Tłomackie stało się siedzibą żydowskiego oddziału PEN Clubu, któremu przewodniczył Aron Cajtlin, zaś honorowym prezesem został Szalom Asz.
Z początku związek zrzeszał tak literatów i dziennikarzy tworzących w jidysz, jak i po hebrajsku, jednak już w 1921 roku pisarz Eliezer Sztajnman wystąpił ze stowarzyszenia, by założyć odrębną organizację dla literatów tworzących po hebrajsku. Wraz z pisarzem związek opuścili m.in. Ozjasz Thon i Samuel Lejb Gordon, jednak nie udało się im uzyskać pozwolenia na rejestrację nowego związku. Zrzeszenie Literatów i Dziennikarzy Hebrajskich w Polsce zostało powołane dopiero wiosną 1930 roku.
Związek Literatów i Dziennikarzy Żydowskich zakończył działalność we wrześniu 1939 roku, gdy zbombardowano jego nową siedzibę przy ul. Granicznej 11.